# Stefan Andhé
Stefan Andhé, född 11 augusti 1944 i Linköping, är en svensk journalist och författare (kåsör), bosatt i London. Han är son till chefredaktör Rune Andhé och Brita Andhé, född Gustafsson.
Han tog studentexamen 1963 och studerade 1965 vid Journalistinstitutet i Göteborg. Han tjänstgjorde 1964 som volontär vid Borås Tidning, arbetade 1965 vid Idun-Veckojournalen, var 1970–1972 Londonkorrespondent för Åhlén & Åkerlund (Bonniers veckotidningsförlag), arbetade 1972–1974 på förlagets centralredaktion och är sedan 1974 skribent på frilansbasis. Han är kolumnist i Året Runt liksom i Östgöta Correspondenten. Han har tidigare även medverkat i Svenska Dagbladet. Flera kåserisamlingar har sedan 1980-talet utkommit i bokform.